# 180
180（一百八十）是179與181之間的自然數。

## 在數學中
- 合數，正因數有1、2、3、4、5、6、9、10、12、15、18、20、30、36、45、60、90和180。
質因數分解為{\displaystyle 2^{2}\times 3^{2}\times 5}。
- 第41個過剩數，真因數和為366，盈度為186。前一個為176、下一個為186。
  - 第42個半完全數，和為本身的其中一組因數為1、 2、 3、 4、 5、 6、 9、 10、 12、 15、 18、 20、 30、 45。前一個為176、下一個為186。
- 第11個高合成數。前一個為120、下一個為240。
- 第54個十进制的哈沙德數。前一個為171、下一個為190。
- 第94個十进制的奢侈數。前一個為176、下一個為182。
- 三角形的內角和為180°

## 在人類文化中
- 阿拉伯塔的中庭大廳挑高180米
- 《死神来了》系列电影中的危险数字之一

## 在商业中
- 180 是 中国电信的 3G 手机号段，2011 年开始放号。